# Горновърбенско училище
Горновърбенското училище (на гръцки: Σχολή Ξινού Nερού) е училище в леринското село Горно Върбени, днес Ксино Неро, Гърция.
Училището е построено в центъра на селото в началото на XX от българската община и е българско екзархийско училище до попадането на селото в Гърция в 1913 година. Построено е от дебърския майстор Атанас Митровски по негови собствени планове.
В 1988 година сградата е обявена за паметник на културата, като историческа сграда „забележителна сграда от началото на нашия век, с еклектично морфологична организация на фасадите, в които съжителстват възрожденски и барокови елементи“.